# غول محمد
غول محمد (بالإنجليزية: Gul Mohammed)‏ هو لاعب سيرك ‏ هندي، ولد في 15 فبراير 1957 في نيودلهي في الهند، وتوفي بنفس المكان في 1 أكتوبر 1997 بسبب نوبة قلبية.